# История почты и почтовых марок Карибских Нидерландов
История почты и почтовых марок Карибских Нидерландов охватывает развитие почтовой связи в Карибских Нидерландах, включая острова Бонайре, Синт-Эстатиус и Саба, три особых общины Нидерландов в Карибском море, в архипелаге Малых Антильских островов в Вест-Индии, со столицей в Кралендейке. Собственные почтовые марки эмитируются здесь с 2010 года. Находясь в составе Королевства Нидерландов, Карибские Нидерланды участвуют во Всемирном почтовом союзе (ВПС; с 1875). За почтовое обслуживание на островах ответственна компания FXDC Post.

## Развитие почты
История почты на островах обусловлена голландским присутствием и колонизацией. Ранее, с 1848 по 1948 год, эти три острова были частью нидерландской колонии Кюрасао и зависимые территории, а затем (с 1954 года) входили в автономную заморскую часть Нидерландов — Нидерландские Антильские острова.
1 июля 1875 года острова в составе колонии Кюрасао и зависимые территории, наряду со своей метрополией и Арубой, присоединились к ВПС. С 1877 года почтовая территория Кюрасао и зависимые территории стала отдельным членом ВПС.
Первые почтовые отделения стали появляться на островах в течение 1880-х годов в следующих пунктах:
- Ораньестад, Синт-Эстатиус — 1 марта 1884 года.
- Боттом, Саба — 1 марта 1884 года.
- Кралендейк, Бонайре — 1886.

В почтовом обращении первоначально находились почтовые марки Кюрасао и зависимых территорий, как, например:

Марки из стандартной серии Кюрасао с портретом королевы Вильгельмины и видами трёх островов (1943)
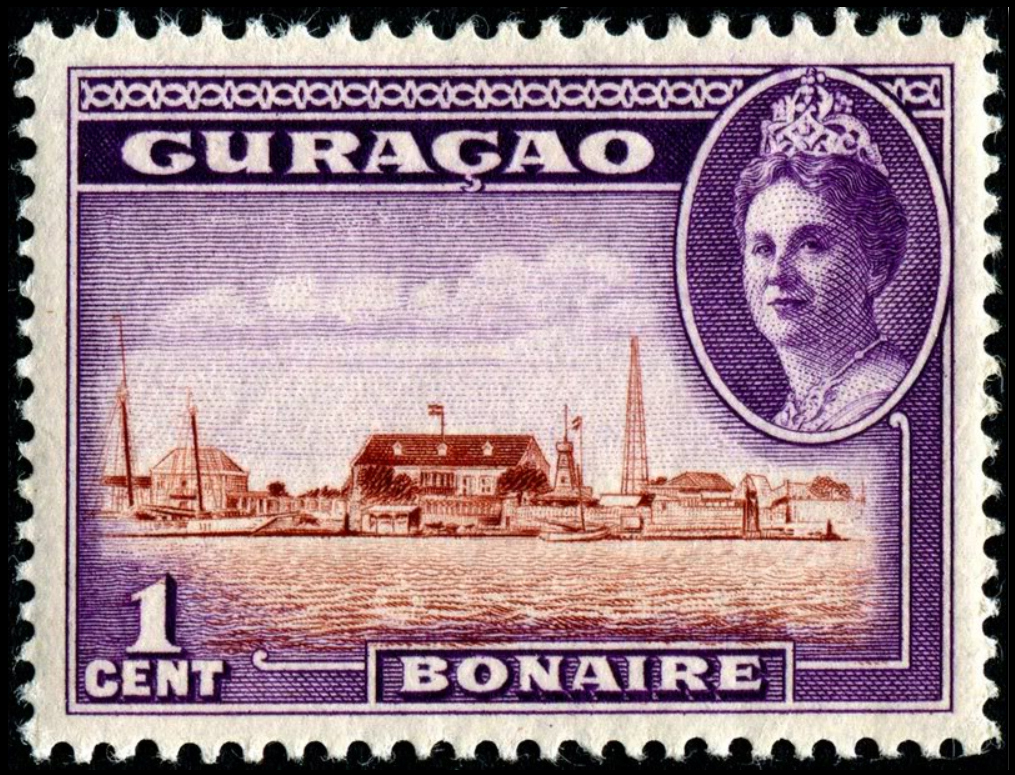
Бонайре, 1 цент (Mi #198; Yt #149; NVPH #158)
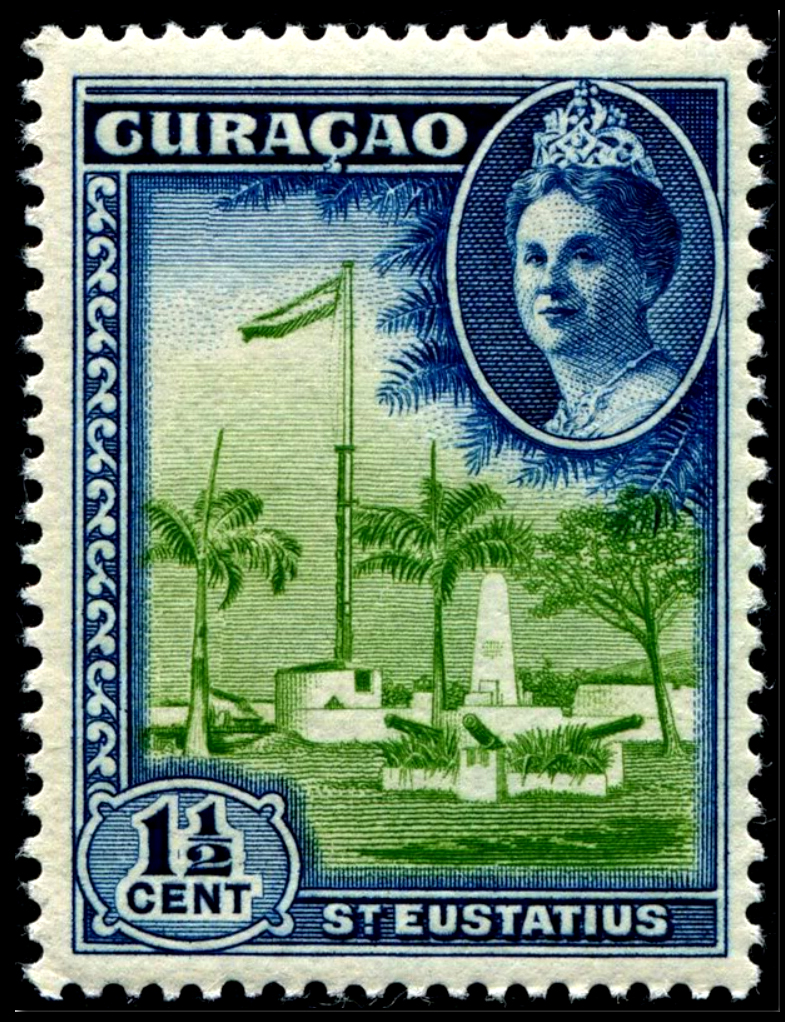
Синт-Эстатиус, 1½ цента (Mi #199; Yt #150; NVPH #159)
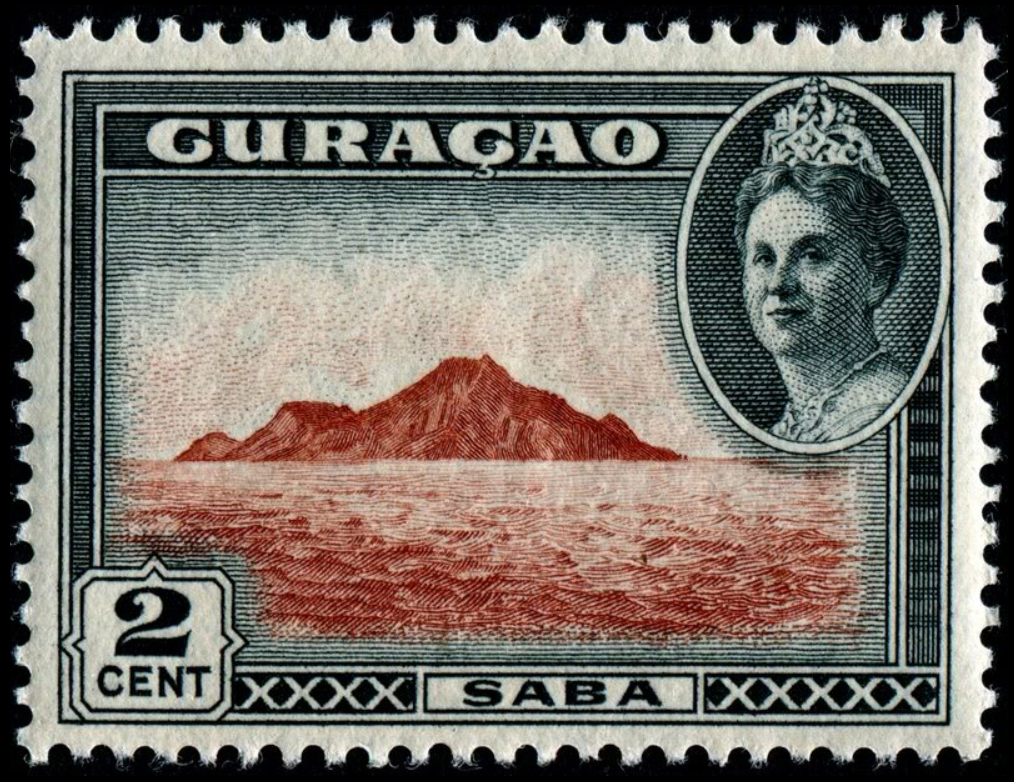
Саба, 2 цента (Mi #200; NVPH #160)

С 1948 года марки Кюрасао сменились почтовыми выпусками Нидерландских Антильских островов.
С 2010 года острова, получив статус специальных общин, образуют отдельную почтовую территорию под названием Карибские Нидерланды (нидерл. Caribisch Nederland).

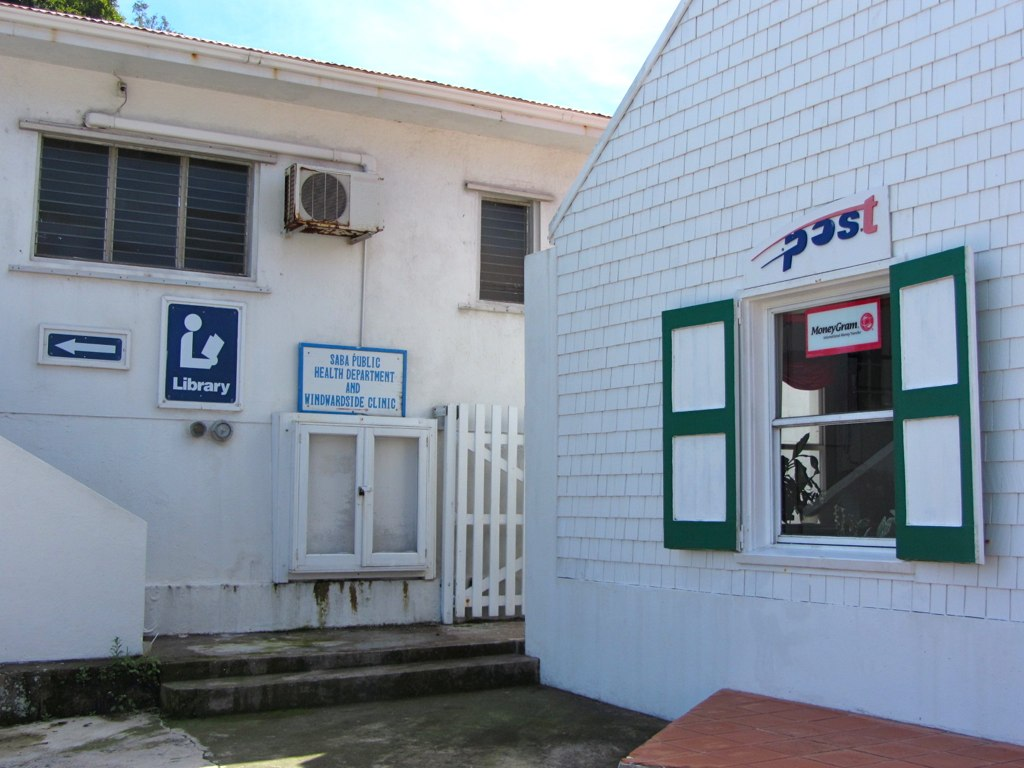
Почтовое отделение на Сабе, (2011)

В январе 2014 года почтовые обязанности на территории Карибских Нидерландов были возложены на компанию Flamingo Communications N. V., которая сменила Nieuwe Post Nederlandse Antillen («Новая почта Нидерландских Антил»)[≡] и на основе которой была создана компания FXDC Post (англ. Flamingo Express Dutch Caribbean Post), ставшая официальным почтовым оператором в рамках этих трёх нидерландских общин.

## Выпуски почтовых марок

### Первые марки
Три специальных общины Бонайре, Синт-Эстатиус и Саба начали совместно эмитировать собственные почтовые марки после распада Нидерландских Антильских островов в 2010 году.
Первым выпуском Карибских Нидерландов было отмечено получение ими нового статуса специальных общин Нидерландов в 2010 году. На первой почтовой миниатюре, эмитированной 10 октября, изображены карты этих трёх островов[≡]. Марки подобного дизайна были выпущены и другими вновь образованными почтовыми территориями — Синт-Мартеном и Кюрасао.

### Последующие эмиссии
Вначале на почтовых марках была только надпись нидерл. «Caribisch Nederland» («Карибские Нидерланды»), но с 2014 года на них стали также помещать названия отдельных островов (специальных общин).
Номиналы издававшихся в первое время почтовых марок были даны в нидерландских антильских гульденах, но с 2011 года стали указываться в долларах США в связи с изменением официальной валюты островов.